# Maison (Loches, 3 rue Traversière-Saint-Antoine)
Pour les articles homonymes, voir Maison (homonymie).
La maison (Loches, 3 rue Traversière-Saint-Antoine)  est une ancienne demeure particulière dans la commune de Loches, dans le département français d'Indre-et-Loire.
Elle est construite au XVIe siècle et les façades de ses étages, décorées de chapiteaux sculptés, sont inscrites comme monuments historiques en 1962.

## Localisation
La maison est située dans le périmètre protégé par l'enceinte médiévale de Loches, au pied du coteau de la forteresse.

## Histoire
La campagne principale de construction de cette maison remonte au XVIe siècle.
Les façades des étages sont inscrites comme monument historique par arrêté du 26 décembre 1962.

## Description
Les chapiteaux supportant les linteaux des fenêtres à meneaux des étages sont sculptés. Les motifs représentent des visages émergeant de couronnes de feuillage.

## Pour en savoir plus